# Lijst van archeologische opgravingen op en rondom het Vrijthof
Deze lijst geeft een overzicht van de belangrijkste archeologische opgravingen op en rondom het Vrijthof in de Nederlandse stad Maastricht. De opgravingsresultaten zijn nog maar ten dele bestudeerd en gepubliceerd, maar behoren nu al tot de voornaamste bronnen over de kennis van het vroege christendom in Nederland en de continuïteit van stedelijke nederzettingen in de vroegmiddeleeuwse periode.

## Historische achtergronden

### Het Vrijthof en omgeving
Het Vrijthof was in de Romeinse tijd een van de plaatsen langs de heerweg Boulogne sur Mer - Keulen (Via Belgica; zie opgraving 2003 in onderstaande lijst), waar de bewoners van de kleine nederzetting aan de Maas (later Mosa Trajectum genoemd) hun doden begroeven. In de laat-Romeinse en vroegmiddeleeuwse tijd groeide dit uit tot de voornaamste begraafplaats, waar vermoedelijk enkele duizenden mensen hun laatste rustplaats vonden (zie opgravingen 1953-'54 en 1969-'70). Een deel van de graven bevinden zich op een hoger Maasterras nabij de huidige straat Sint Servaasklooster. In de Romeinse tijd lag dit deel circa 11 m hoger dan het Vrijthof; door ophoging is het hoogteverschil tegenwoordig nog maar 6 m. Mogelijk gaf een begraving hier een andere sociale status aan; mogelijk ook een onderscheid tussen christenen en niet-christenen. Op een van deze grafvelden werd volgens de overlevering in 384 de laatste bisschop van Tongeren Sint-Servaas begraven. Opgravingen in de Sint-Servaaskerk (1 op de plattegrond hieronder) hebben aangetoond dat zich al in de laat-Romeinse tijd nabij het vermeende graf van de heilige (in de Sint-Servaascrypte) een bescheiden stenen gebouwtje bevond, mogelijk de door Gregorius van Tours genoemde cella memoriae. Later volgden op deze plek de Merovingische, de Karolingische en in de elfde eeuw de huidige kerk (zie opgraving 1985-'87 hieronder).

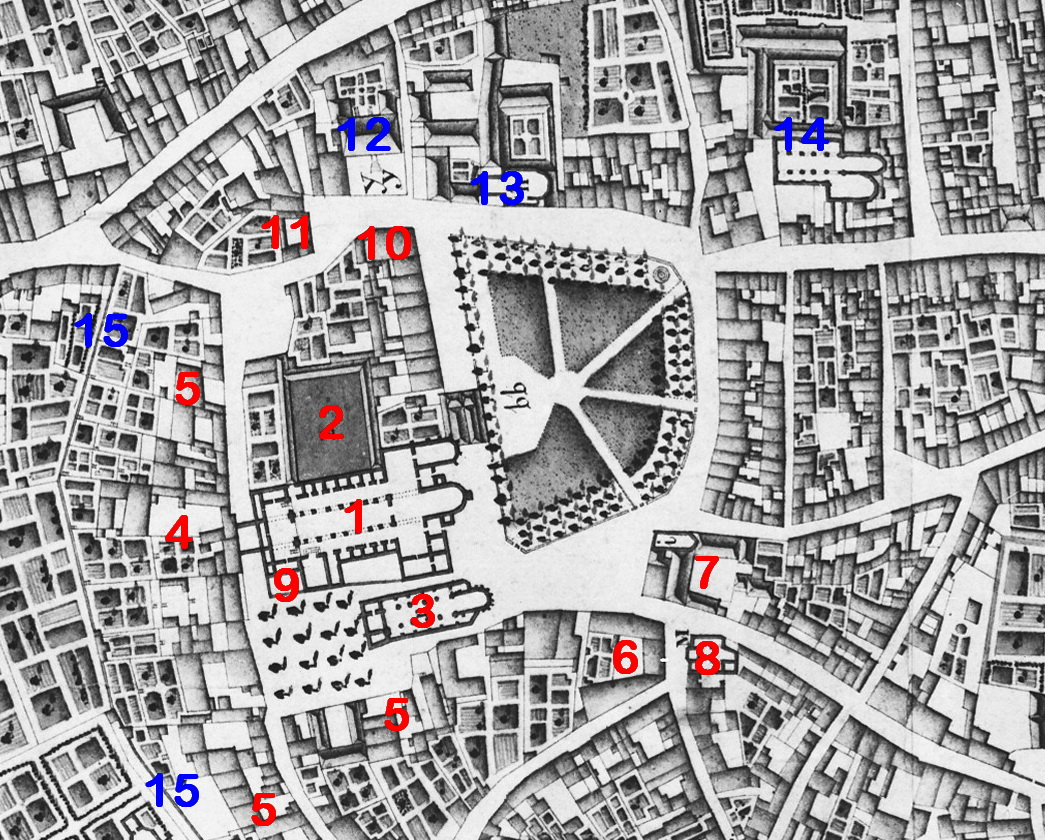
Plattegrond uit 1749 met de Vrijthof-omgeving. In rood: gebouwen binnen de claustrale singel van het kapittel (voor nummering: zie tekst)

De bij de grafkerk ontstane kloostergemeenschap werd waarschijnlijk al in de negende eeuw omgevormd in een kapittel van seculiere kanunniken, het later zeer machtige Sint-Servaaskapittel. De kanunniken bouwden binnen hun claustrale singel kloostergangen (2) met onder andere een refter, een kapittelzaal en een kapittelschool, een aparte parochiekerk (de Sint-Janskerk; 3), een proosdijgebouw (proosdij van Sint-Servaas; 4), kanunnikenhuizen voor zichzelf (5), een logeeradres voor hoog bezoek (het Spaans Gouvernement; 6), twee gasthuizen voor pelgrims en zieken (het Sint-Servaas- en het Sint-Jacobsgasthuis; 7 en 8; zie ook 1821 en 1971 hieronder), een spieker voor de opslag van graan (9), wijnkelders, een bakkerij, brouwerij en herberg (10) en paardenstallen voor de rijproosten (11). Het claustrale gebied was met paaltjes gemarkeerd en erbinnen gold slechts de rechtspraak van het kapittel. Net buiten dit gebied vestigden zich in de dertiende eeuw het Wittevrouwenklooster (13; zie opgravingen 1983, 1988-'89, 1998) en het dominicanenklooster (14; opgravingen 1969-'70, 2005, 2006).
Naast de geestelijken wensten ook de wereldlijke machthebbers zich nabij het graf van de heilige Servatius te vestigen. Hoewel een Karolingische palts niet met zekerheid gelokaliseerd kan worden, bevond zich deze met grote waarschijnlijkheid in de omgeving van het Vrijthof. Later, in de tiende of elfde eeuw, bouwden de hertogen van Lotharingen hun palts waarschijnlijk aan de noordzijde van het Vrijthof, op de plaats van het huidige Generaalshuis (13; zie opgraving 1988-'89). Wellicht hangt de aanwezigheid van de hertogelijke munt (later Statenhuis; 12) samen met de aanwezigheid van de palts. Mogelijk bouwde hertog Giselbert II de eerste(?) versterking in dit gebied, de Ottoonse muur (opgraving 1980), in de dertiende eeuw gevolgd door de eerste middeleeuwse stadsmuur (de Boichgraeve; 15; zie opgraving 1981).

### Opgravingen in Maastricht
Traditioneel is de stadsarcheologie in Maastricht voornamelijk gericht op twee gebieden, beide gelegen rondom de twee hoofdkerken van de stad: enerzijds de Romeinse kern langs de Maas nabij de Romeinse brug, waar in de vroegmiddeleeuwse periode binnen de muren van het laat-Romeinse castellum de bisschopskerk ontstond, de latere Onze-Lieve-Vrouwebasiliek, en anderzijds het Romeins-Frankische grafveld buiten de oorspronkelijke nederzettingskern, langs de grote weg naar Tongeren, waar in de zesde eeuw de eerste pelgrimskerk op het graf van Sint-Servaas verrees, de latere Sint-Servaasbasiliek. Aanvankelijk kreeg het eerstgenoemde gebied de meeste aandacht, met name door de spectaculaire opgravingen van de jaren 1950 en 60 in het Stokstraatkwartier, waarbij onder andere delen van het castellum en een Romeins badhuis (Op de Thermen) werden blootgelegd, en door de vondst van enkele honderden gebeeldhouwde fragmenten van Romeinse godenpijlers en grafmonumenten in de Maas.

### Opgravingen op en rondom het Vrijthof

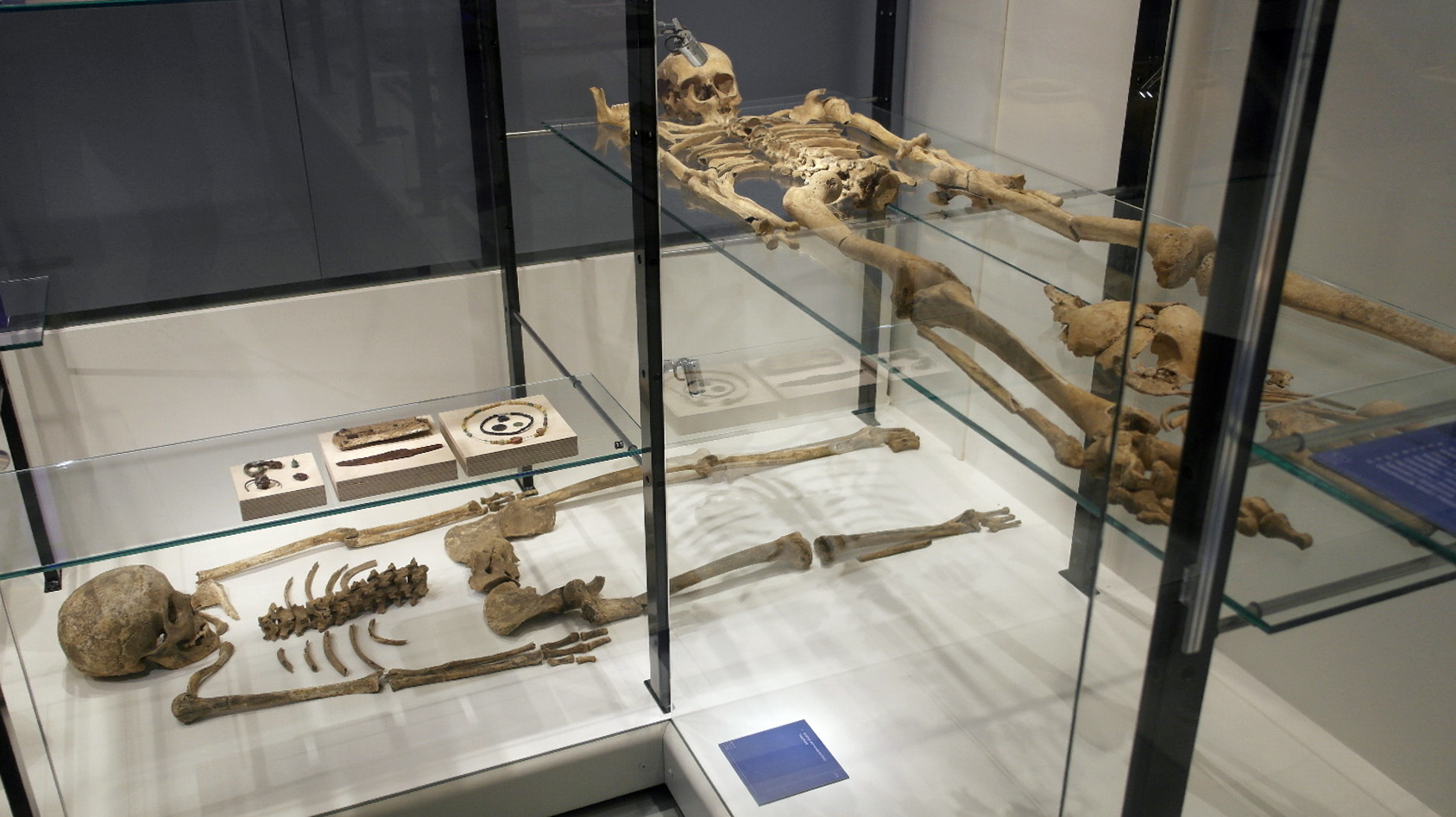
Inhoud van een vrouwen- en kindergraf uit de Vrijthof-omgeving (Limburgs Museum, Venlo)

Tijdens de grote opgraving in de pandhoftuin van de Sint-Servaas in 1953-54, waarbij meer dan 800 graven uit de vierde tot en met achtste eeuw werden blootgelegd, werd duidelijk dat hier een van de belangrijkste archeologische vindplaatsen van Nederland lag. Bij de toenmalige Rijksdienst voor het Oudheidkundig Bodemonderzoek (ROB) ontstond het besef dat de ondergrond van de Sint-Servaaskerk en de Vrijthof-omgeving veel informatie had te bieden over de vroegchristelijke geschiedenis van Maastricht en Nederland en de continuïteit van stedelijke nederzettingen in deze periode. Eind jaren zestig bevestigde de grote Vrijthof-opgraving (voorafgaand aan de bouw van een ondergrondse parkeergarage) het belang van het laat-Romeinse en vroegmiddeleeuwse grafveld op deze plek. Vanaf 1979 werd de taak van het ROB overgenomen door het nieuwgevormde Gemeentelijk Oudheidkundig Bodemonderzoek Maastricht (GOBM) o.l.v. stadsarcheoloog Titus Panhuysen. Deze dienst voerde in de jaren tachtig onder meer de spraakmakende opgravingen in de Sint-Servaaskerk uit (tijdens de kerkrestauratie). Na het Verdrag van Malta (1992) werd de taak van het GOBM overgenomen door particuliere bedrijven en instellingen.

### Sint Servatius Project
Door deze en andere opgravingen in de Vrijthof-omgeving waren de opgravingsresultaten dermate overweldigend dat een groot deel ervan lange tijd ongepubliceerd bleef. In 2002 initieerde de (toen nog) Amsterdamse hoogleraar Frans Theuws het Sint Servatius Project, dat ten doel heeft al deze opgravingen uit te werken, in onderlinge samenhang te bestuderen en te publiceren. Het project werd mede gefinancierd door de Universiteit van Amsterdam, de gemeente Maastricht en de Nederlandse Organisatie voor Wetenschappelijk Onderzoek (NWO). Later kwam daar de Universiteit van Leiden bij. Medewerkers aan het project zijn/waren onder anderen Titus Panhuysen, Menno Dijkstra, Liesbeth Smits, Dieuwertje Smal, Nina Jaspers, Rafaël Panhuysen, Mirjam Kars en Chrystel Brandenburgh. Van de drie laatstgenoemde wetenschappers verschenen de resultaten van hun promotieonderzoeken, respectievelijk over de skeletvondsten, de grafgiften en de textielresten van (onder andere) de Vrijthof-begraafplaats. Daarnaast verschenen enkele wetenschappelijke artikelen (o.a. van Theuws) in diverse vakbladen. In 2016 verscheen een overzicht van de opgravingen op en rondom het Vrijthof door Titus Panhuysen in het jaarboek van het LGOG. Het artikel was een voorproefje van de op handen zijnde publicatie van de eindrapportage van het project. In mei 2017 verscheen het eerste deel van The Saint-Servatius complex in Maastricht, getiteld The Vrijthof excavations (1969-1970), onder redactie van Theuws en Kars. Het Vrijthof-onderzoek maakt tevens deel uit van het eveneens door Theuws geleide Anastasis Project, dat tot doel heeft alle Merovingische begraafplaatsen in Zuid- en Midden-Nederland te analyseren en publiceren.

## Lijst van vondsten en opgravingen[noot 2]
| Jaar                         | Gelegenheid | Locatie | Instantie                                                                                    | Opgravingsresultaten | Afbeelding |
| ---------------------------- | --- | ------- | -------------------------------------------------------------------------------------------- | --- | ---------- |
| 1702                         | begraving proost Jan Adolf van Brederode Bolswart in medio eclesiae in de Sint-Servaaskerk                                                                                            |         | geen officiële opgraving                                                                     | vondst van 11e-eeuws graf met loden grafkruis van proost Geldulfus (het kruis werd herbegraven en in 1903 door Pierre Doppler teruggevonden) |            |
| 1810-1813                    | schatgraverij in en rondom de Sint-Servaaskerk door de protestantse leidekker Willem Heck, geïnspireerd door verhalen over twaalf zilveren apostelen en andere verdwenen kerkschatten |         | geen officiële opgraving; graafwerk door Heck en ingehuurde knechten                         | voor zover bekend vond Heck niets (in 1814 verscheen een spotdicht over zijn schatgraverij en in 1820 overleed hij in armoede) |            |
| 1811                         | sloop vieringscrypte Sint-Servaaskerk |         | geen officiële opgraving; waarnemingen door Martinus van Heylerhoff                          | aantekeningen, opmetingen en tekeningen door Van Heylerhoff, in 1881 door Cuypers benut om de crypte te herbouwen |            |
| 1821                         | sloop Sint-Servaasgasthuis, hoek Platielstraat, Vrijthof, Bredestraat |         | geen officiële opgraving; waarnemingen door Martinus van Heylerhoff                          | vondst van zwaar muurwerk, geïnterpreteerd door Van Heylerhoff en Habets als Romeinse commandantswoning en Karolingische palts; verder: eiken palen, diverse kapitelen en ander beeldhouwwerk, aardewerk, enz. |            |
| 1857, 1864                   | aanleg gasleiding op Henric van Veldekeplein en nieuwbouw huis Van Oppen, Sint Servaasklooster 33                                                                                     |         | geen officiële opgraving                                                                     | toevalsvondst van Romeinse munten; crematiegraf met drie urnen |            |
| 1867                         | tuinaanleg Sint Servaasklooster 32 |         | geen officiële opgraving                                                                     | toevalsvondst van Romeins olielampje met fabrieksmerk LCVPPI in graf |            |
| 1868                         | rioleringswerkzaamheden Platielstraat, nabij Vrijthof |         | geen officiële opgraving                                                                     | toevalsvondst van Romeins olielampje met fabrieksmerk SOLLVS F |            |
| 1882, 1890, 1903, 1915, 1920 | diverse opgravingen Sint-Servaaskerk tijdens en na de Cuypers-restauratie |         | opgravingen en waarnemingen door Cuypers, Doppler, Kalf (zie foto) en Goossens               | o.a. vondst van trapeziumvormige sarcofagen, cenotaaf van Monulfus en Gondulfus, brokstukken gotisch doksaal, graf van Geldulfus en graf met Frankische bijgaven |            |
| 1920                         | sloop oostelijk deel Spaans Gouvernement en nieuwbouw bankgebouw, Sint Jacobstraat 2                                                                                                  |         | geen officiële opgraving; waarnemingen door Goossens                                         | zwaar middeleeuws muurwerk van kolenzandsteen (80–120 cm breed) |            |
| 1926                         | werkzaamheden kelder Sint Servaasklooster 8 (Keizer Karelplein) |         | geen officiële opgraving; waarnemingen door Goossens                                         | Romeins crematiegraf van tegulae (platte dakpannen) |            |
| 1931                         | sloop- en bouwwerkzaamheden Sint Jacobstraat 13 |         | geen officiële opgraving                                                                     | toevalsvondsten: Romeins, Frankisch en middeleeuws aardewerk |            |
| 1932                         | werkzaamheden Bredestraat 30 |         | geen officiële opgraving                                                                     | toevalsvondsten: Romeins haantje van brons; middeleeuws aardewerk |            |
| 1932                         | sloop en nieuwbouw Hotel Du Casque, Vrijthof / Helmstraat 14 |         | geen officiële opgraving                                                                     | toevalsvondsten, vrnl. Romeins, o.a. 4e-eeuws terra sigillata |            |
| 1934                         | werkzaamheden zuidwesthoek Vrijthof, o.a. bij apsis Sint-Servaaskerk |         | geen officiële opgraving; waarnemingen door J. Sprenger                                      | groot aantal skeletresten nabij twee mergelstenen funderingsmuren |            |
| 1952                         | werkzaamheden westelijke kelder Generaalshuis (vm. politiebureau), Vrijthof 47 |         | geen officiële opgraving                                                                     | grafvondst met skeletresten en Romeinse scherven, mogelijk derde-eeuws |            |
| 1953-1954                    | herinrichting pandhoftuin Sint-Servaaskerk |         | Rijksdienst voor het Oudheidkundig Bodemonderzoek (ROB) o.l.v. P. Glazema                    | gebouwresten van oude kloostergang en vroegmiddeleeuws kerkje (Livinuskapel?); fragment 6e-eeuwse grafsteen en 9e/10e-eeuws sarcofaagdeksel met inscriptie (zie foto); mogelijk 830 laat-Romeinse en Merovingische graven, waarvan 498 zeker, 315 met skeletresten, 152 met grafgiften, 75 met skeletresten en grafgiften |            |
| 1955                         | verbouwing Staargebouw Henric van Veldekeplein (tegenwoordig Kanunnikencour) |         | geen officiële opgraving                                                                     | toevalsvondst van 13e-eeuws glas |            |
| 1969-1970                    | bouw ondergrondse parkeergarage Vrijthof |         | Rijksdienst voor het Oudheidkundig Bodemonderzoek (ROB) o.l.v. W. van Es en J. Bloemers      | opgraving delen Via Belgica, hout- en steenbouw langs de weg (1e-3e eeuw), vroegmiddeleeuwse bewoning, Merovingisch en Karolingisch grafveld met 456 mogelijke graven (waarvan 320 zeker, 262 met skeletresten en 106 met skeletresten en grafgiften), black layer (9e-14e eeuw), laatmiddeleeuwse sporen                 |            |
| 1969-1970                    | sloop Stedelijk Lyceum en restanten Dominicanenklooster voorafgaand aan bouw Entre Deux, Helmstraat                                                                                   |         | geen officiële opgraving; waarnemingen door J. Felder (Natuurhistorisch Museum Maastricht)   | stroomgeul uit de Kwartaire ijstijd |            |
| 1971                         | aanleg voetgangersingang Platielstraat naar ondergrondse parkeergarage Vrijthof |         | geen officiële opgraving; waarnemingen door J. Bloemers (ROB)                                | twee oost-west lopende mergelstenen funderingsmuren Sint-Servaasgasthuis |            |
| 1971                         | aanleg voetgangersingang Grote Staat naar ondergrondse parkeergarage Vrijthof |         | geen officiële opgraving; waarnemingen door J. Bloemers (ROB)                                | skeletresten Merovingisch grafveld |            |
| 1980                         | sloop Carolusscholen en nieuwbouw Klooster van de Zusters Onder de Bogen, Sint Servaasklooster 18                                                                                     |         | Gemeentelijk Oudheidkundig Bodemonderzoek Maastricht (GOBM) o.l.v. T. Panhuysen              | laat-Romeinse en Merovingische graven (4e-7e eeuw) met grafgiften; zware dubbele muur (9e-11e eeuw), mogelijk Ottoonse muur; diverse muurresten Proosdij van Sint-Servaas, gebouwd na nivellering terrein (11e-12e eeuw)                                                                                                  |            |
| 1981                         | opgraving in kloostertuin Zusters Onder de Bogen tussen Sint Servaasklooster en Kommel                                                                                                |         | Gemeentelijk Oudheidkundig Bodemonderzoek Maastricht (GOBM) o.l.v. T. Panhuysen en P. Boyens | documentatie van 13e-eeuwse stadsmuur en gracht (Boichgraeve) |            |
| 1981-1982                    | opgraving in de Dubbelkapel van de Sint-Servaaskerk |         | Gemeentelijk Oudheidkundig Bodemonderzoek Maastricht (GOBM) o.l.v. T. Panhuysen en P. Boyens | Merovingische graven; vroegmiddeleeuws muurwerk; polygonaal muurwerk van noordertransept vroeg-11e-eeuwse kerk; muurwerk van romaanse kruisgang; laatmiddeleeuwse kanunnikengraven |            |
| 1982                         | werkzaamheden Sint Servaasklooster (nabij Sint-Servaaskapel) |         | toevalsvondst bij kerkrestauratie                                                            | laat-Romeins aardewerk, vermoedelijk uit graf afkomstig |            |
| 1983                         | herinrichting tuin achter 17e-eeuws woonhuis, Vrijthof 27 |         | geen officiële opgraving (waarneming door GOBM)                                              | 6 meter diepe beerput met puin; middeleeuws muurwerk van kolenzandsteen, silex en veldkeien in noordwesthoek kelder, wellicht van Wittevrouwenklooster |            |
| 1985                         | aanleg bluswaterreservoir tussen Sint-Janskerk en Sint-Servaasbasiliek (Het Vagevuur)                                                                                                 |         | geen officiële opgraving (waarneming door GOBM)                                              | vroegmiddeleeuwse sarcofaag met botmateriaal niet in situ |            |
| 1985                         | werkzaamheden Generaalshuis, Vrijthof 47 |         | geen officiële opgraving (waarneming door GOBM)                                              | lagen met Romeins materiaal en mogelijk 10e-eeuwse leemmortel; beerput |            |
| 1985-1989                    | opgraving schip en transept Sint-Servaasbasiliek |         | Gemeentelijk Oudheidkundig Bodemonderzoek Maastricht (GOBM) o.l.v. T. Panhuysen en P. Boyens | ontdekking van vier oudere bouwfasen van de huidige kerk (4e-11e eeuw); ongeveer 300 graven; grafkruis van Humbertus thans in de Schatkamer; diverse bouwfragmenten in het lapidarium in de Oostcrypte (foto) |            |
| 1987                         | opgraving Lantaarnstraat 5-7-9 |         | Gemeentelijk Oudheidkundig Bodemonderzoek Maastricht (GOBM) o.l.v. T. Panhuysen en P. Boyens | Romeinse afvalkuil; sporen van Jekeroverstromingen; bewoningssporen vanaf de laat-Merovingische periode, o.a. plaveisel, afvalkuilen, stookplaats, aardewerk; beerputten uit de 14e eeuw en later |            |
| 1988-1989                    | sloop 16e- en 17e-eeuwse restanten Wittevrouwenklooster tussen Generaalshuis en 13e-eeuwse stadsmuur voorafgaand aan bouw Theater aan het Vrijthof                                    |         | Gemeentelijk Oudheidkundig Bodemonderzoek Maastricht (GOBM) o.l.v. T. Panhuysen en R. Hulst  | weinig cultuursporen uit Romeinse en vroegmiddeleeuwse periode; fundamenten noordelijk deel monumentaal bouwwerk (11e-12e eeuw), mogelijk een koninklijke of hertogelijke palts; bouwhistorie Wittevrouwenklooster vastgelegd; onderzoek stadsmuur en muurtoren                                                           |            |
| 1997                         | sloop Staargebouw Henric van Veldekeplein voorafgaand aan bouw Kanunnikencour |         | Gemeentelijk Oudheidkundig Bodemonderzoek Maastricht (GOBM) o.l.v. T. Panhuysen en R. Hulst  | zeer sterk verstoord terrein; enkele middeleeuwse scherven, waaronder één Karolingische |            |
| 1998                         | onderzoek tuin Helmstraat 8, voorheen behorend tot het Wittevrouwenklooster |         | Gemeentelijk Oudheidkundig Bodemonderzoek Maastricht (GOBM) o.l.v. T. Panhuysen en R. Hulst  | geen gegevens bekend |            |
| 1998                         | graafwerkzaamheden kelder Vrijthof 6 |         | toevalsvondst (onderzocht door GOBM)                                                         | 13e-eeuws skelet onder keldervloer, ca. 3,5-4m onder maaiveld |            |
| 2001                         | proefboringen Sint Servaasklooster 14, tussen Klooster van de Zusters Onder de Bogen en 13e-eeuwse stadsmuur (Boichgraeve)                                                            |         | Gemeentelijk Oudheidkundig Bodemonderzoek Maastricht (GOBM)                                  | negatief |            |
| 2001                         | graafwerkzaamheden zuidoosthoek Vrijthof |         | Gemeentelijk Oudheidkundig Bodemonderzoek Maastricht (GOBM)                                  | waarneming twee muurdelen Sint-Servaashospitaal van kolenzandsteen (noord-zuid) en mergelblokken (oost-west) |            |
| 2003                         | opgraving voorafgaand aan aanleg noordwestelijke inrit ondergrondse parkeergarage Vrijthof                                                                                            |         | opgravingsbedrijf Universiteit van Amsterdam (AAC) o.l.v. F. Theuws                          | gedetailleerde kennis van Romeinse heerbaan (Via Belgica) met 13 fasen, waaronder 7 Romeinse |            |
| 2005                         | opgraving Dominicanenplein na sloop oude Entre Deux |         | BAAC o.l.v. J. Arts                                                                          | onderzoek geul uit ijstijd; weinig Romeinse bewoningssporen; twee 7e-eeuwse graven; restanten Karolingische akkerbouw; 11e-eeuwse kelder aan de Spilstraat, 12e- en 13e-eeuwse wegdekken, greppels, kuilen, kelder en kloosterbebouwing Dominicanenklooster                                                               |            |
| 2006                         | opgraving voorafgaand aan aanleg kelder voor sanitaire eenheid in Dominicanenkerk (t.b.v. boekhandel)                                                                                 |         | BAAC o.l.v. J. Arts                                                                          | onderzoek naar oudste Romeinse cultuurlagen ten noorden van de Romeinse weg; geen vroegmiddeleeuwse sporen; ophogingslaag van anderhalve meter uit de 11e-12e eeuw met gebouwresten |            |
| 2009-2010                    | opgraving voorafgaand aan aanleg liftschacht in Klooster van de Zusters Onder de Bogen                                                                                                |         | ADC ArcheoProjecten o.l.v. R. Torremans                                                      | kleinschalig onderzoek in deel Vincentiuszaal i.v.m. aanleg beddenlift in twee schachten van 3,5 x 3,5 m (diepte ca 4 m); vondst van grafkuil uit de Romeinse tijd met o.a. terra sigilata bord met daarop botjes van een duif of kip (dodenmaal?); middeleeuws aardewerk en andere bewoningssporen                       |            |